# Гусман, Хоакин Эуфрасио
Хоакин Эуфрасио Гусман-и-Угальде Альварадо (исп. Joaquín Eufrasio Guzmán y Ugalde Alvarado; 15 февраля 1801, Картаго (ныне Коста-Рика) — 1875. Сан-Мигель (Сальвадор)) — сальвадорский военный, политический и государственный деятель. Дважды Президент Сальвадора (с 15 февраля 1845 по 1 февраля 1846 года и с 24 января по 15 февраля 1859 года). Дивизионный генерал. Отец учёного Давида Хоакина Гусмана.

## Биография
Родился в семье землевладельцев. Сторонник федералистской партии. Землевладелец, служил в армии, подполковник.
В 1844 году был избран вице-президентом Сальвадора при президенте генерале Франсиско Малеспине Эррере. В том году Франсиско Малеспин объявил войну Гватемале и оставил столицу лично возглавив армию. Х. Гусман был назначен исполняющим обязанности президента Сальвадора.
15 февраля 1845 года Х. Гусман совершил государственный переворот и сверг Франсиско Малеспина, к нему присоединилась бо́льшая часть жителей столицы и часть небольшой армии генерала. Чтобы дать легитимизировать своё правительство, он организовал выборы, которые успешно выиграл и получил официальное признание от властей Коста-Рики, Гватемалы и Никарагуа.
Тогда, свергнутый президент Франсиско Малеспин, опираясь на силы Гондураса, вторгся в Сальвадор, но был побеждён и убит близ Сан-Сальвадора. Ассамблеей Сальвадора Х. Гусману было присвоено звание дивизионного генерала.
На посту президента он выступал за свободные выборы и в 1848 году передал свой пост преемнику демократическим путём.
Несколько раз избирался в законодательное собрание страны, государственный совет и префектуру департамента, где проживал.
В декабре 1857 года был избран вице-президентом при президенте Мигеле Сантине дель Кастильо. Так как через год президент был вынужден уйти в отставку, Гусману вновь пришлось исполнять обязанности президента страны.